# Vierte Welt

Weltkarte der am wenigsten entwickelten Länder 2020 (ehemalige Staaten in grün)

Vierte Welt (englisch fourth world) war speziell in der Entwicklungspolitik und Entwicklungstheorie die Bezeichnung für Entwicklungsländer, die als rohstoff-, kapital- und exportschwach eingestuft werden.

## Allgemeines
Die „Vierte Welt“ bildet die unterste Stufe einer Rangordnung, zu der die „Erste Welt“, „Zweite Welt“ und „Dritte Welt“ gehören. Heute wird die Vierte Welt häufig mit den am wenigsten entwickelten Ländern (englisch Least Developed Countries, LLDC) gleichgesetzt, ist aber kein Synonym. Die Abkürzung LLDC wird zur Abgrenzung gegen die weniger entwickelten Länder (englisch Less Developed Countries, LDC) verwendet.
Der Begriff der „Vierten Welt“ (französisch quart monde) wurde im März 1969 von Joseph Wresinski geprägt und bezog sich auf eine von Jean Labbens in Pariser Elendsvierteln durchgeführte soziologische Studie unter dem Titel „Quart Monde“. Der Name verknüpft die Begriffe „Dritte Welt“ und „Vierter Stand“. Wresinski gründete 1957 die – später in ATD Vierte Welt umbenannte – Menschenrechtsorganisation.

## Geschichte
Im deutschen Sprachraum war der „Vierte Stand“ im 19. Jahrhundert gebräuchlich, um den Gegensatz zum „Dritten Stand“ (Geistliche, Gemeindeabgeordnete, Rechtsanwälte) zu kennzeichnen und betraf die Not – aber auch den Emanzipationskampf – der armen Bevölkerung. 
Die Auflösung der Kolonien durch die Kolonialmächte nach dem Zweiten Weltkrieg führte zu mehr als 100 neuen Staaten, die von Staatsgründung an große soziale, religiöse, ethnische und wirtschaftliche Probleme hatten.
Der Ausdruck „Dritte Welt“ geht auf einen Artikel von Alfred Sauvy vom August 1952 in einer französischen Wochenzeitung zurück, wobei er den sich um die Vorherrschaft ringenden kapitalistischen und kommunistischen Welten eine „Dritte Welt“ gegenüberstellte. „Diese missachtete, ausgebeutete, verschmähte Dritte Welt wolle – wie der Dritte Stand – ebenfalls etwas aus sich machen“. Seitdem wurden „Dritte Welt“ und Entwicklungsländer sukzessive gleichgesetzt.
Das „Subproletariat“ meldete sich 1968 in dem Manifest Un peuple parle erstmals öffentlich zu Wort. Im Jahre 1975 führte die Weltbank den Ausdruck „Vierte Welt“ (englisch fourth world) für diejenigen Entwicklungsländer ein, die besonders arm an Rohstoffen sind. Sie spricht dabei von ökonomischer Segmentierung.
In seiner Kritik an der traditionellen Geopolitik hat John A. Agnew 1998 die Welt in die Weltteile „fortgeschritten“ oder „primitiv“ und „modern“ oder „rückständig“ aufgeteilt. Danach steht die europäisch-amerikanische Welt als „Erste Welt“ zuoberst und setzt die Maßstäbe und Standards, an denen sich der Rest zu orientieren hat und messen lassen muss. Mit seiner statischen Perspektive zementierte er die bisherigen geostrategischen Auffassungen. 
Bei Johan Galtung wird der Begriff Vierte Welt neu definiert. Er rechnet sie gemeinsam mit der Ersten Welt zu den MDC (englisch more developed countries) und zählt den ostasiatischen Markt der buddhistisch-konfuzianistischen Länder Japan, China (zusammen mit Hongkong und Taiwan), Südkorea, Thailand und Vietnam dazu.

## Einteilung mit Stand 2012
Die Bezeichnungen Dritte Welt oder Vierte Welt sind sozialökonomische und geodeterministische Einteilungen von Regionen auf der Makroebene. Für Dieter Senghaas war die Welt 2012 – trotz aller Globalisierungstendenzen – in vier Teilwelten mit unterschiedlichen Integrations- und Kompetenzniveaus gespalten:
| Klassifizierung    | Staat | Bruttonationaleinkommen pro Kopf jährlich in US-Dollar |
| ------------------ | --- | ------------------------------------------------------ |
| „Erste Welt“       | OECD-Mitgliedstaaten | > 13.000                                               |
| „Neue Zweite Welt“ | Ostasien: ( Volksrepublik China, Taiwan) Osteuropa: Estland, Lettland, Litauen, Polen, Slowakei, Slowenien, Ungarn Südamerika: Brasilien, Kolumbien, Mexiko | 4466 bis 13845                                         |
| „Dritte Welt“      | Bangladesch, Bolivien, Indien, Indonesien | 1136 bis 4465                                          |
| „Vierte Welt“      | Afghanistan, Burkina Faso, Burundi, Demokratische Republik Kongo, Ruanda, Somalia, Tschad, Zentralafrikanische Republik, Sudan                              | ≤ 1135                                                 |

Der weitaus größte Teil aller Staaten weltweit gehört zur zweiten bis vierten Welt. Der Übergang von der Dritten zur Vierten Welt ist fließend, zumal schon innerhalb der Dritten Welt, die sich noch durch eine leidlich konsolidierte Staatlichkeit auszeichnet, Länder mit Merkmalen der Vierten Welt anzutreffen sind. Je nach wirtschaftlicher Entwicklung kann es hier zu Verschiebungen kommen etwa von der vierten zur dritten Welt oder umgekehrt. Die Dynamik innerhalb der ersten Welt dagegen ist – wegen des enormen Wohlstandsgefälles – sehr gering.
Zu den Staaten der vierten Welt gehören insbesondere Südasien, die Sahelzone und ein großer Teil Zentralafrikas.

## Wirtschaftliche Aspekte
Die Vierte Welt kann ihre Bevölkerung nur unzureichend ernähren und medizinisch versorgen, das Pro-Kopf-Einkommen und die Arbeitsproduktivität sind gering. Deshalb sind ihre Einwohner oft Analphabeten, Arbeitslose und kaum qualifiziert. Die Vierte Welt weist ein hohes Bevölkerungswachstum, hohe Defizite bei Grundbedürfnissen (Bildung, Ernährung, Gesundheit), Urbanisierung mit der Folge von Slums und Kriminalität in Großstädten auf. Die Politik ist geprägt von Korruption, Misswirtschaft und Cliquenherrschaft. Allgemein gibt es Massenarmut und dadurch Hunger und Wassermangel (begünstigt durch Naturkatastrophen), schlechte Infrastruktur, politische Instabilität und hohe Staatsverschuldung.
Die Entwicklungshilfe der „Ersten Welt“ und Gelder der UNO, Weltbank oder Internationalem Währungsfonds seit etwa 1948 konnten das Elend nur lindern. In der Vierten Welt können deshalb die Prognosen der Malthusianischen Katastrophe und des Bevölkerungsgesetzes beobachtet werden. Durch das rasche Bevölkerungswachstum in der Dritten und Vierten Welt gewannen die Argumente von Thomas Robert Malthus wieder an Gewicht. Paul R. Ehrlich griff 1968 die Malthusianische Katastrophe wieder auf und prognostizierte für die Zukunft unabwendbare Hungersnöte, da die Nahrungsmittelproduktion hinter dem Bevölkerungswachstum zurückbliebe. Durch Naturkatastrophen wie Dürre oder Überschwemmungen wird die Lücke weiter verstärkt. Das hohe Bevölkerungswachstum erfordert zudem zusätzlichen Wohnraum, der zu Lasten der Agrarfläche geschaffen wird und dadurch das Güterangebot an Agrarprodukten weiter sinken lässt.
Die Bruttonationaleinkommenkategorisierung der Weltbank differenziert für 2024 die Pro-Kopf-Einkommen nach dem Bruttonationaleinkommen {\displaystyle BNE}:
{\displaystyle PKE={\frac {BNE}{P}}}.
Daraus entwickelte sie folgende Klassifizierungen, aus denen auch die „vier Welten“ abgelesen werden können:
| Klassifizierung der Weltbank | {\displaystyle BNE} in US-Dollar pro Kopf und Jahr |
| ---------------------------- | -------------------------------------------------- |
| Low Income Country           | ≤ 1135                                             |
| Lower Middle Income Country  | 1136 bis 4465                                      |
| Upper Middle Income Country  | 4466 bis 13845                                     |
| High Income Country          | > 13846                                            |

Trotz teilweise hohem Wirtschaftswachstum ist das Wohlstandsgefälle in keinem Kontinent so groß wie in Asien. Spitzenreiter  Volksrepublik China und  Japan werden gefolgt von den reichen Stadtstaaten  Hongkong und  Singapur, während auf der untersten Stufe  Bangladesch,  Bhutan oder  Kambodscha stehen.
Die Vierte Welt dagegen umfasst nicht weniger als die von der Weltbank aufgeführten 48 am wenigsten entwickelten Staaten (LDCs) – gelegentlich auch als der „globale Süden“ bezeichnet –, die das niedrigste Niveau sozio-ökonomischer Entwicklung und staatlicher Autorität aufweisen und überwiegend in Afrika, Lateinamerika, Südasien und dem pazifischen Asien beheimatet sind.
Die verschiedenen Welten sind keine „Closed Shops“, sondern es gelang einigen, von der „Dritten Welt“ zum Schwellenland aufzusteigen ( Brasilien,  Volksrepublik China,  Indien und  Mexiko). Manche Staaten und Regionen konnten sich sogar auf das Niveau der „Ersten Welt“ etablieren (Südkorea, Taiwan und Singapur). 
Die Dependenztheorie untersucht das Bestehen hierarchischer Abhängigkeiten (Dependenzen) zwischen Industrie- (Metropolen) und Entwicklungsländern (Peripherien) und geht davon aus, dass die Entwicklungsmöglichkeiten der Vierten Welt durch dieses Hierarchieverhältnis als begrenzt anzusehen sind.